# 索利伊列茨克區

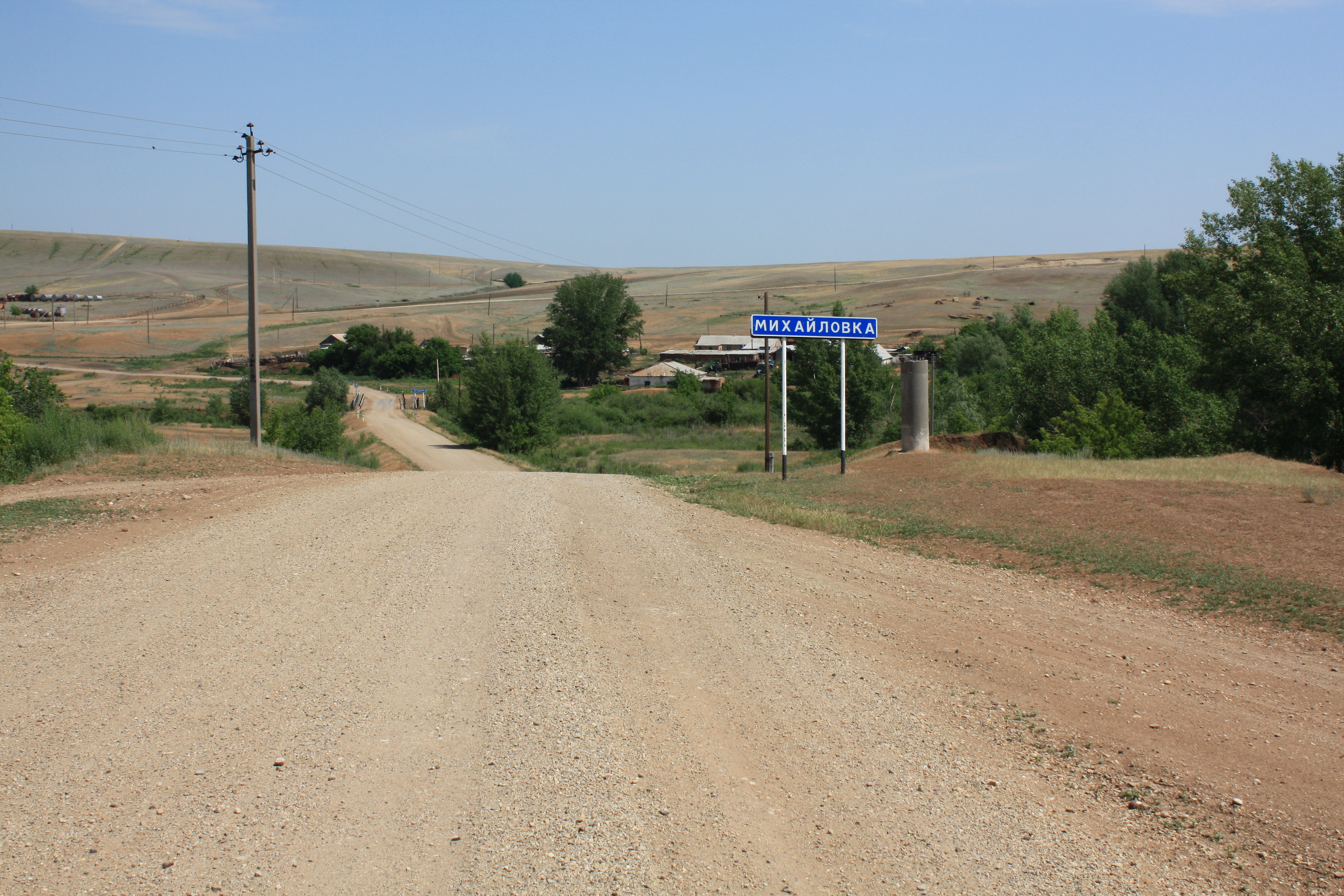

51°10′N 54°59′E / 51.167°N 54.983°E
索利伊列茨克區（俄语：Соль-Илецкий район），是俄羅斯的一個區，位於該國西南部，由奧倫堡州負責管轄，面積5,100平方公里，2010年人口25,424，人口密度每平方公里4.99人。